# Jodijayapura, Tarikere
Jodijayapura là một làng thuộc tehsil Tarikere, huyện Chikmagalur, bang Karnataka, Ấn Độ.